# مارک کاستیلو
مارک کاستیلو (انگلیسی: Mark Castillo؛ زادهٔ ۱۰ اکتبر ۱۹۸۰) طبل‌زن اهل ایالات متحده آمریکا است. وی از سال ۲۰۰۱ میلادی تاکنون مشغول فعالیت بوده است.